# Fusafungine
La fusafungine est un antibiotique, mélange de depsipeptides cycliques, utilisé pour le traitement des infections nasales et de la gorge.

En France, la spécialité à base de fusafungine, Locabiotal (Servier), a été retirée du marché en 2005 et en Belgique le 18 février 2016 (cf : Fusafungine: retrait demandé par le PRAC). On peut toujours s'en procurer en Allemagne et en Suisse (sans ordonnance). Malgré certains risques de réactions allergiques, l'intérêt de ce produit est qu'une action protectrice des muqueuses (par un film lipidique) s'ajoute à son activité antibiotique.